# Балаклава (головний убір)

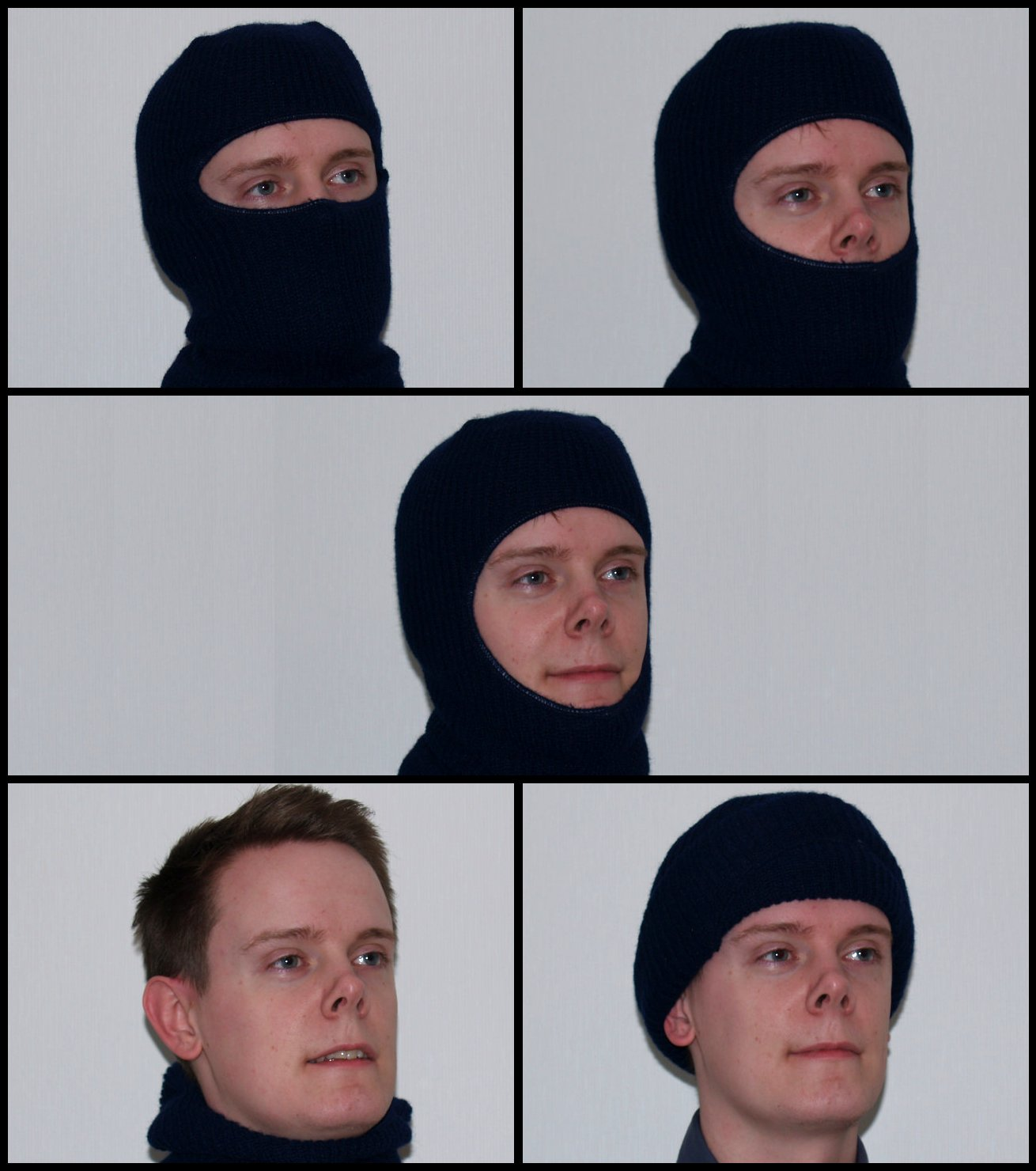
Способи носіння балаклави.

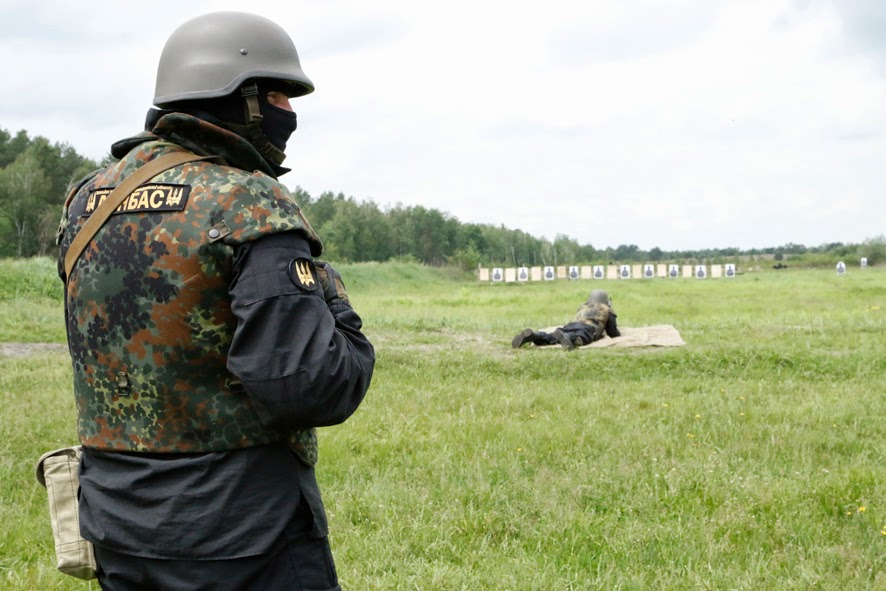
«Донбас» на навчаннях

Балаклава (англ. balaclava від назви міста Балаклави) — маска з отворами для очей, яка захищає від холоду та вітру, що закриває голову, лоб і обличчя, залишаючи проріз для очей, рота або для овалу обличчя. Традиційно балаклава виготовлялася з вовни, наразі також з різних видів синтетичного трикотажу.

## Історія
Згідно з легендою, солдати британської армії під час Кримської війни (1853—1856) так сильно мерзли під кримським містом Балаклавою, що придумали в'язану шапку з такою ж назвою. Зима 1854—1855 року була дуже холодною, а більша частина британських військ не отримала вчасно зимового обмундирування, житла і харчування. Історично елементи одягу зі схожими функціями значно раніше існували у різних народів світу, зокрема дзукіни у ніндзя.

## Функціональність
Балаклава являє собою маску з отворами для очей і носа. У різних сезонних варіаціях є складовою екіпірування підрозділів спецпризначення та війська. Популярна в гірськолижників і сноубордистів. Зігріває обличчя, оскільки захищає від зустрічного вітру. Балаклави бувають різних кольорів, з підкладкою і без. Варіант з флісу, мембранних тканин, віндстопера використовують у спорті та туризмі. Балаклави з вогнетривких матеріалів використовуються для захисту голови від відкритого полум'я. Окремим підвидом є, зазвичай, декоративні балаклави значно розповсюдженні серед різноманітих протестних рухів. Вживаються більш як унеможливлювання ідентифікації аніж як частина одягу. Найпопулярнішим з декорів серед них є зображення черепу або його часток з іншими фрагментами. Подібні балаклави також носять на карнавалах, зокрема в Мексиці на День мерців. Через зниження камуфляжних якостей вкрай непрактичні під час бойових дій та спецоперацій.

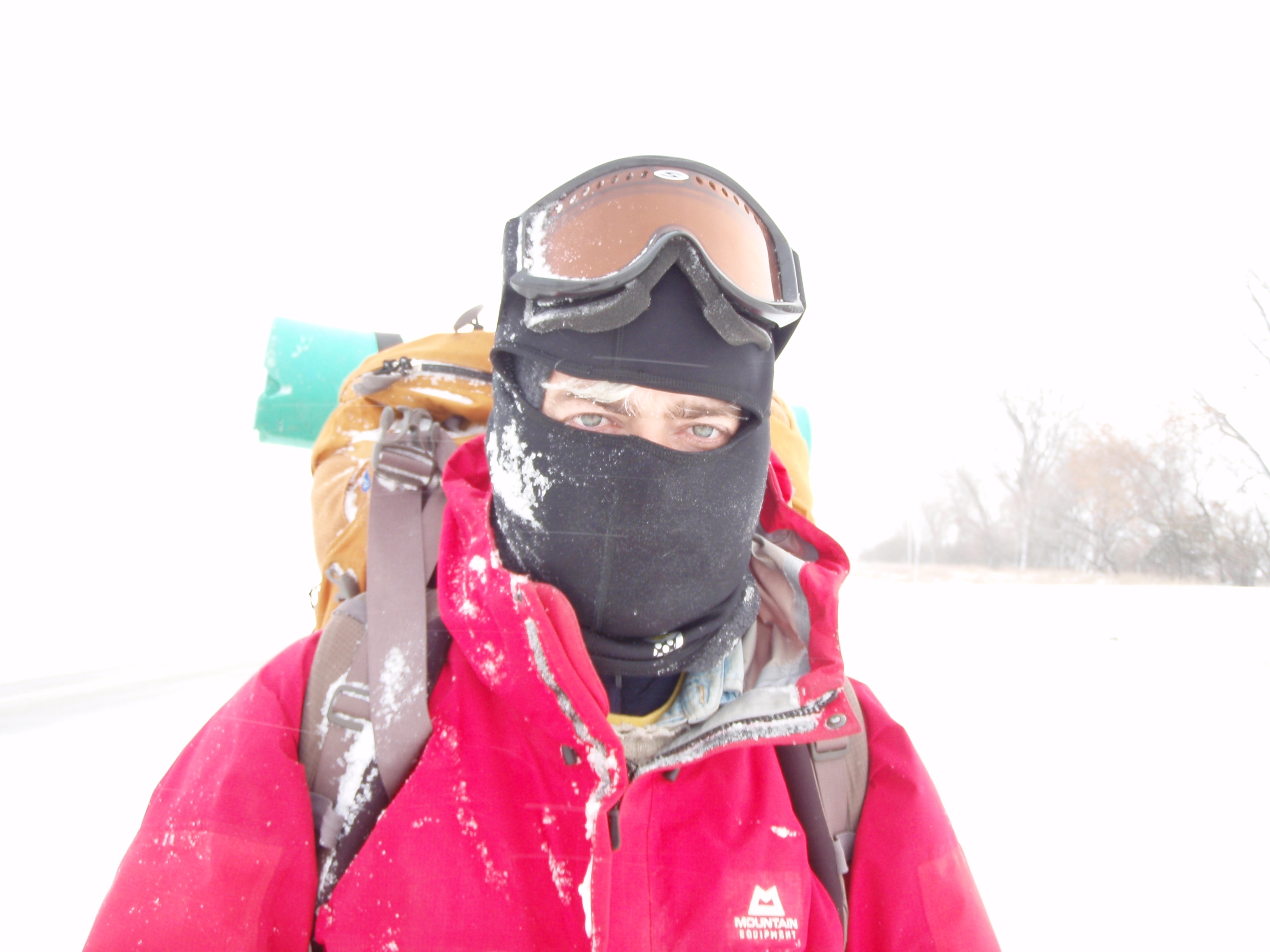
Балаклава в альпінізмі

Часом плутають поняття балаклава та підшоломник проте останній, у класичному вигляді, не містить захисту для обличчя та шиї, а зазвичай вкриває верхню частину голови з вухами.

## Інші назви
Шапка подібного крою має назву «пасамонтана» (ісп. Pasamontañas) (імовірно, через використання таких уборів жителями Альп або альпіністами). Така назва популярна в ліворадикальних і антиглобалістських колах, в яких пасамонтана грає роль символу повстанської боротьби. Зокрема, пасамонтана — невід'ємний атрибут іміджу субкоманданте Маркоса.[джерело?]

## Балаклава і тероризм
Більшість терористичних організацій використовує балаклаву як спосіб приховування облич своїх членів.
- Організація Чорний вересень використовувала зелені балаклави при вчиненні теракту на Олімпіаді в Мюнхені в 1972 році
- Більшість терактів ІРА і ЕТА вчинені з використанням різнокольорових балаклав.